# Herbert Prior
Herbert Prior (Oxford, 2 luglio 1867 – Los Angeles, 1954) è stato un attore inglese che lavorò nel cinema soprattutto all'epoca del muto.

## Biografia
Scrisse anche alcune sceneggiature e, nel 1913, firmò una regia. Fu uno degli attori della Edison, lavorando spesso a inizio carriera con Edwin S. Porter. Fece parte anche del team usato nei suoi film da Griffith. Sposato all'attrice Mabel Trunnelle (1879–1981), fu suo partner in numerose pellicole. All'avvento del sonoro, venne relegato in piccoli ruoli, spesso come comparsa e si ritirò dal cinema nel 1934. 
Morì a Los Angeles nel 1954, all'età di 87 anni. La moglie gli sopravvisse fino al 1981, morendo a 101 anni.

## Filmografia

### Attore

#### 1907
- Stage Struck – cortometraggio (1907)

#### 1908
- The Painter's Revenge, regia di Edwin S. Porter – cortometraggio (1908)
- The Boston Tea Party, regia di Edwin S. Porter – cortometraggio (1908)
- Romance of a War Nurse, regia di Edwin S. Porter – cortometraggio (1908)
- L'oro nascosto (Ex-Convict No. 900) regia di Edwin S. Porter – cortometraggio (1908)
- After Many Years, regia di David W. Griffith – cortometraggio (1908)

#### 1909
- The Joneses Have Amateur Theatricals, regia di David W. Griffith – cortometraggio (1909)
- The Politician's Love Story, regia di David W. Griffith – cortometraggio (1909)
- At the Altar, regia di David W. Griffith – cortometraggio (1909)
- A Fool's Revenge, regia di David W. Griffith – cortometraggio (1909)
- The Salvation Army Lass, regia di David W. Griffith – cortometraggio (1909)
- The Lure of the Gown, regia di David W. Griffith – cortometraggio (1909)
- The Voice of the Violin, regia di David W. Griffith – cortometraggio (1909)
- A Burglar's Mistake , regia di David W. Griffith – cortometraggio (1909)
- Jones and His New Neighbors, regia di David W. Griffith – cortometraggio (1909)
- A Drunkard's Reformation, regia di David W. Griffith – cortometraggio (1909)
- Trying to Get Arrested, regia di David W. Griffith – cortometraggio (1909)
- Schneider's Anti-Noise Crusade, regia di David W. Griffith – cortometraggio (1909)
- A Sound Sleeper, regia di David W. Griffith – cortometraggio (1909)
- Confidence, regia di David W. Griffith – cortometraggio (1909)
- Lady Helen's Escapade, regia di David W. Griffith – cortometraggio (1909)
- A Troublesome Satchel, regia di David W. Griffith – cortometraggio (1909)
- Twin Brothers, regia di David W. Griffith – cortometraggio (1909)
- Lucky Jim, regia di David W. Griffith – cortometraggio (1909)
- Tis an Ill Wind That Blows No Good, regia di David W. Griffith – cortometraggio (1909)
- The Suicide Club, regia di David W. Griffith – cortometraggio (1909)
- One Busy Hour, regia di David W. Griffith – cortometraggio (1909)
- The French Duel, regia di David W. Griffith – cortometraggio (1909)
- A Baby's Shoe, regia di David W. Griffith – cortometraggio (1909)
- The Jilt, regia di David W. Griffith – cortometraggio (1909)
- Resurrection, regia di David W. Griffith – cortometraggio (1909)
- Two Memories, regia di David W. Griffith – cortometraggio (1909)
- The Cricket on the Hearth, regia di David W. Griffith – cortometraggio (1909)
- Eradicating Aunty, regia di David W. Griffith – cortometraggio (1909)
- What Drink Did, regia di David W. Griffith – cortometraggio (1909)
- The Violin Maker of Cremona, regia di David W. Griffith – cortometraggio (1909)
- The Lonely Villa, regia di David W. Griffith – cortometraggio (1909)
- A New Trick, regia di David W. Griffith – cortometraggio (1909)
- The Son's Return, regia di David W. Griffith – cortometraggio (1909)
- The Faded Lilies, regia di David W. Griffith – cortometraggio (1909)
- Her First Biscuits, regia di David W. Griffith – cortometraggio (1909)
- Was Justice Served?, regia di David W. Griffith – cortometraggio (1909)
- The Peachbasket Hat, regia di David W. Griffith – cortometraggio (1909)
- The Way of Man, regia di David W. Griffith – cortometraggio (1909)
- The Necklace, regia di D. W. Griffith – cortometraggio (1909)
- The House of Cards, regia di Edwin S. Porter

#### 1910
- Ranson's Folly, regia di Edwin S. Porter – cortometraggio (1910)
- His First Valentine, regia di Edwin S. Porter – cortometraggio (1910)
- The Attack on the Mill, regia di Edwin S. Porter – cortometraggio (1910)
- An Unselfish Love, regia di J. Searle Dawley – cortometraggio (1910)
- The Little Station Agent – cortometraggio (1910)
- Through the Clouds – cortometraggio (1910)
- The Winning of Miss Langdon, regia di Edwin S. Porter – cortometraggio (1910)
- The Captain's Bride – cortometraggio (1910)

#### 1911
- The Link That Held – cortometraggio (1911)
- The Black Bordered Letter – cortometraggio (1911)
- The Doctor, regia di J. Searle Dawley – cortometraggio (1911)
- The Writing on the Blotter – cortometraggio (1911)
- All for the Love of a Lady – cortometraggio (1911)
- The Wedding Bell, regia di Oscar C. Apfel – cortometraggio (1911)
- The Haunted Sentinel Tower – cortometraggio (1911)
- The Quarrel on the Cliff – cortometraggio (1911)
- A Case of High Treason – cortometraggio (1911)
- The Crusader – cortometraggio (1911)
- How Willie Raised Tobacco – cortometraggio (1911)
- The Crucial Test, regia di John Ince e Robert Thornby – cortometraggio (1911)
- The Capture of Fort Ticonderoga, regia di Oscar C. Apfel e J. Searle Dawley – cortometraggio (1911)
- The Younger Brother, regia di Bannister Merwin – cortometraggio (1911)
- Christian and Moor – cortometraggio (1911)
- The Switchman's Tower – cortometraggio (1911)
- The Spirit of the Gorge – cortometraggio (1911)
- The Venom of the Poppy – cortometraggio (1911)
- At Jones Ferry – cortometraggio (1911)
- Under the Tropical Sun, regia di J. Searle Dawley – cortometraggio (1911)
- The Lighthouse by the Sea, regia di Edwin S. Porter – cortometraggio (1911)
- The Sheriff, regia di J. Searle Dawley – cortometraggio (1911)
- The Sailor's Love Letter, regia di J. Searle Dawley – cortometraggio (1911)
- The Battle of Trafalgar, regia di J. Searle Dawley – cortometraggio (1911)
- The Big Dam, regia di J. Searle Dawley – cortometraggio (1911)
- Leaves of a Romance, regia di Edwin S. Porter – cortometraggio (1911)
- Three of a Kind, regia di J. Searle Dawley – cortometraggio (1911)
- A Perilous Ride, regia di J. Searle Dawley – cortometraggio (1911)
- Pull for the Shore, Sailor! – cortometraggio (1911)
- Keeping Mabel Home – cortometraggio (1911)
- Buckskin Jack, the Earl of Glenmore, regia di J. Searle Dawley – cortometraggio (1911)
- The Sign of the Three Labels, regia di J. Searle Dawley – cortometraggio (1911)
- The Actress – cortometraggio (1911)
- A Romance of the Cliff Dwellers, regia di J. Searle Dawley – cortometraggio (1911)
- Will You Marry Me? – cortometraggio (1911)

#### 1912
- Gossip – cortometraggio (1912)
- His Fate's Rehearsal – cortometraggio (1912)
- Next, regia di George Loane Tucker – cortometraggio (1912)
- Spare the Rod – cortometraggio (1912)
- A Mother's Sacrifice – cortometraggio (1912)
- Lucky Man – cortometraggio (1912)
- An Old Lady of Twenty – cortometraggio (1912)
- A Game for Two – cortometraggio (1912)
- Arresting Father – cortometraggio (1912)
- His Step-Mother – cortometraggio (1912)
- Petticoat Perfidy – cortometraggio (1912)
- Strip Poker – cortometraggio (1912)
- Does Your Wife Love You? – cortometraggio (1912)
- The Best Man Wins – cortometraggio (1912)
- The Closed Bible, regia di David Miles – cortometraggio (1912)
- The Unwilling Bigamist, regia di David Miles – cortometraggio (1912)
- The Better Influence – cortometraggio (1912)
- Leap Year – cortometraggio (1912)
- The Eternal Masculine – cortometraggio (1912)
- The Lighted Candle, regia di David Miles – cortometraggio (1912)
- A Dangerous Model – cortometraggio (1912)
- A Warrior Bold – cortometraggio (1912)
- The Return of Life – cortometraggio (1912)
- Not on the Programme – cortometraggio (1912)
- Down and Out, regia di David Miles – cortometraggio (1912)
- The Installment Plan, regia di David Miles – cortometraggio (1912)
- The Lesser Evil, regia di David W. Griffith – cortometraggio (1912)
- The Silent Call, regia di David Miles (1912)
- Tomboy – cortometraggio (1912)
- Buncoed – cortometraggio (1912)
- Dogs, regia di David Miles – cortometraggio (1912)
- Stage Struck Mamie – cortometraggio (1912)
- The Little Quakeress – cortometraggio (1912)
- The Bowery Pearl Fishers – cortometraggio (1912)
- Papa's Double, regia di T. Hayes Hunter – cortometraggio (1912)
- Getting Rich Quick, regia di T. Hayes Hunter – cortometraggio (1912)
- The Flat Upstairs – cortometraggio (1912)
- The Lost Messenger – cortometraggio (1912)
- Farmer Allen's Daughter, regia di T. Hayes Hunter – cortometraggio (1912)
- A Higher Thought, regia di David Miles – cortometraggio (1912)
- A Game of Chess – cortometraggio (1912)
- The New Butler – cortometraggio (1912)
- A Disputed Claim – cortometraggio (1912)
- Mabel's Beau – cortometraggio (1912)
- Willie's Dog – cortometraggio (1912)
- Lola's Sacrifice – cortometraggio (1912)
- Thorns of Success, regia di Robert Goodman – cortometraggio (1912)
- Mary's Chauffeur – cortometraggio (1912)
- The Butterfly, regia di Robert Goodman – cortometraggio (1912)
- A Garrison Joke – cortometraggio (1912)
- The Call of the Blood – cortometraggio (1912)
- The Little Music Teacher – cortometraggio (1912)
- The Winner and the Spoils, regia di Oscar Apfel – cortometraggio (1912)
- All for Jim – cortometraggio (1912)
- Captain Ben's Yarn – cortometraggio (1912)
- The Tree Imp – cortometraggio (1912)
- A Woman Alone, regia di Harry Davenport (1912)
- Weary's Revenge – cortometraggio (1912)
- His Dress Suit
- Dick and Daisy – cortometraggio (1912)
- Hazel Kirke, regia di Oscar Apfel – cortometraggio (1912)
- Two of a Kind – cortometraggio (1912)

#### 1913
- How They Got the Vote, regia di Ashley Miller – cortometraggio (1913)
- An Unsullied Shield, regia di Charles Brabin – cortometraggio (1913)
- At Bear Track Gulch, regia di Harold M. Shaw – cortometraggio (1913)
- A Perilous Cargo, regia di Harold M. Shaw – cortometraggio (1913)
- The Phantom Ship, regia di Harold M. Shaw – cortometraggio (1913)
- How They Outwitted Father, regia di C.J. Williams – cortometraggio (1913)
- The Doctor's Photograph, regia di Walter Edwin – cortometraggio (1913)
- The Ranch Owner's Love-Making, regia di Walter Edwin – cortometraggio (1913)
- The Lost Deed, regia di George Lessey – cortometraggio (1913)
- Jan Vedder's Daughter, regia di George Lessey – cortometraggio (1913)
- The Risen Soul of Jim Grant, regia di Charles J. Brabin – cortometraggio (1913)
- The Unprofitable Boarder, regia di C. Jay Williams – cortometraggio (1913)
- Rule Thyself, regia di C. Jay Williams – cortometraggio (1913)
- How Did It Finish?, regia di Ashley Miller – cortometraggio (1913)
- Why Girls Leave Home, regia di C. Jay Williams – cortometraggio (1913)
- His First Performance, regia di Charles H. France – cortometraggio (1913)
- A Pious Undertaking, regia di Ashley Miller – cortometraggio (1913)
- The Haunted Bedroom – cortometraggio (1913)
- A Race to New York, regia di Charles J. Brabin – cortometraggio (1913)

#### 1914
- A Night at the Inn, regia di Richard Ridgely – cortometraggio (1914)
- The Message of the Sun Dial, regia di Richard Ridgely – cortometraggio (1914)
- On the Lazy Line, regia di C. Jay Williams – cortometraggio (1914)
- His Wife – cortometraggio (1914)
- The Sultan and the Roller Skates, regia di C.J. Williams – cortometraggio (1914)
- The Mexican's Gratitude, regia di Richard Ridgely – cortometraggio (1914)
- The Message in the Rose, regia di Richard Ridgely – cortometraggio (1914)
- A Romance of the Everglades, regia di Charles H. France – cortometraggio (1914)
- When East Met West in Boston, regia di Walter Edwin – cortometraggio (1914)
- The Two Vanrevels, regia di Richard Ridgely – cortometraggio (1914)
- A Warning from the Past, regia di Richard Ridgely – cortometraggio (1914)
- A Modern Samson, regia di Preston Kendall – cortometraggio (1914)
- In the Shadow of Disgrace, regia di Richard Ridgely – cortometraggio (1914)
- Meg o' the Mountains – cortometraggio (1914)
- Across the Burning Trestle, regia di Richard Ridgely – cortometraggio (1914)
- Farmer Rodney's Daughter, regia di Richard Ridgely – cortometraggio (1914)
- A Tale of Old Tucson, regia di Richard Ridgely – cortometraggio (1914)
- The One Who Loved Him Best, regia di Richard Ridgely – cortometraggio (1914)
- In Lieu of Damages, regia di Richard Ridgely – cortometraggio (1914)
- Dick Potter's Wife, regia di Ashley Miller – cortometraggio (1914)
- Grand Opera in Rubeville, regia di Ashley Miller – cortometraggio (1914)
- Twins and Trouble, regia di Charles M. Seay – cortometraggio (1914)
- The Letter That Never Came Out , regia di Charles Brabin – cortometraggio (1914)
- Bootle's Baby, regia di Ashley Miller – cortometraggio (1914)
- A Gypsy Madcap, regia di Richard Ridgely – cortometraggio (1914)
- The Girl of the Open Road – cortometraggio (1914)
- The Rose at the Door – cortometraggio (1914)
- The Colonel of the Red Hussars, regia di Richard Ridgely – cortometraggio (1914)
- Mr. Daly's Wedding Day, regia di Langdon West – cortometraggio (1914)
- Mr. Daly's Wedding Day, regia di Langdon West – cortometraggio (1914)

#### 1915
- Olive and the Burglar, regia di Richard Ridgely – cortometraggio (1915)
- Olive's Manufactured Mother, regia di Richard Ridgely – cortometraggio (1915)
- Olive in the Madhouse
- Olive and the Heirloom
- Oh! Where Is My Wandering Boy Tonight
- Olive's Greatest Opportunity
- The Human Investment
- A Pipe Dream
- The Family Bible
- Only the Maid
- The Newly Rich
- The Boston Tea Party
- The Magic Skin, regia di Richard Ridgely (1915)
- Not Wanted, regia di Langdon West – cortometraggio (1915)

#### 1916
- Miss George Washington, regia di J. Searle Dawley (1916)

#### 1919
- Sulle ceneri del passato (Creaking Stairs), regia di Rupert Julian (1919)
- The Love Hunger
- That's Good
- After His Own Heart
- You're Fired, regia di James Cruze (1919)
- Heartsease, regia di Harry Beaumont (1919)
- Her Kingdom of Dreams

#### 1920
- Più forte della morte (Stronger Than Death), regia di Herbert Blaché e Charles Bryant (1920)
- Il segreto della felicità (Pollyanna), regia di Paul Powell (1920)
- The Fighting Chance, regia di Charles Maigne (1920)
- Ah! sposiamoci subito! (The Poor Simp), regia di Victor Heerman (1920)
- Rose of Nome
- The House of Whispers, regia di Ernest C. Warde (1920)
- The Little 'Fraid Lady

#### 1921
- Not Guilty, regia di Sidney Franklin (1921)
- Made in Heaven, regia di Victor Schertzinger (1921)
- Without Benefit of Clergy, regia di James Young (1921)
- Garments of Truth, regia di George D. Baker (1921)

#### 1922
- The Dangerous Little Demon
- The Man from Downing Street
- The Half Breed, regia di Charles A. Taylor (1922)
- The Snowshoe Trail

#### 1924
- Madonna of the Streets, regia di Edwin Carewe (1924)

#### 1934
- This Side of Heaven, regia di William K. Howard (1934)
- Viva Villa!, regia di Jack Conway (1934)
- Il trionfo della vita (Stand Up and Cheer!), regia di Hamilton MacFadden (1934)
- Student Tour, regia di Charles Reisner (1934)

### Sceneggiatore
- The Unprofitable Boarder, regia di C. Jay Williams – cortometraggio (1913)
- The Golden Wedding, regia di Herbert Prior – cortometraggio (1913)
- Othello in Jonesville, regia di Charles M. Seay – cortometraggio (1913)
- The Desperate Condition of Mr. Boggs, regia di Walter Edwin – cortometraggio (1913)
- A Pious Undertaking, regia di Ashley Miller  – cortometraggio (1913)